# Panaxia ochromaculata
Panaxia ochromaculata là một loài bướm đêm thuộc phân họ Arctiinae, họ Erebidae.